# Píton-birmanesa
Python bivittatus é uma espécie de cobra, também conhecida como píton birmanesa, que vive no sudeste e sudoeste asiático. São uma das cinco maiores cobras do mundo e podem atingir até 8 metros de comprimento. Alimentam-se de cervos, porcos selvagens, roedores, répteis e aves. As pítons birmanesas matam as suas presas por constrição, ou seja, elas se enrolam nas presas e começam a apertá-las até morrerem por asfixia. Há poucos incidentes de ataque a seres humanos; contudo, caso se sintam ameaçadas ou estejam com muita fome, elas podem atacar pessoas. Uma vez atacada, a pessoa não tem muitas chances de sobreviver, já que essas cobras são fortíssimas, sendo necessárias pelo menos 8 homens adultos para tirar alguém de seu aperto. Essas cobras gostam muito de nadar em rios.

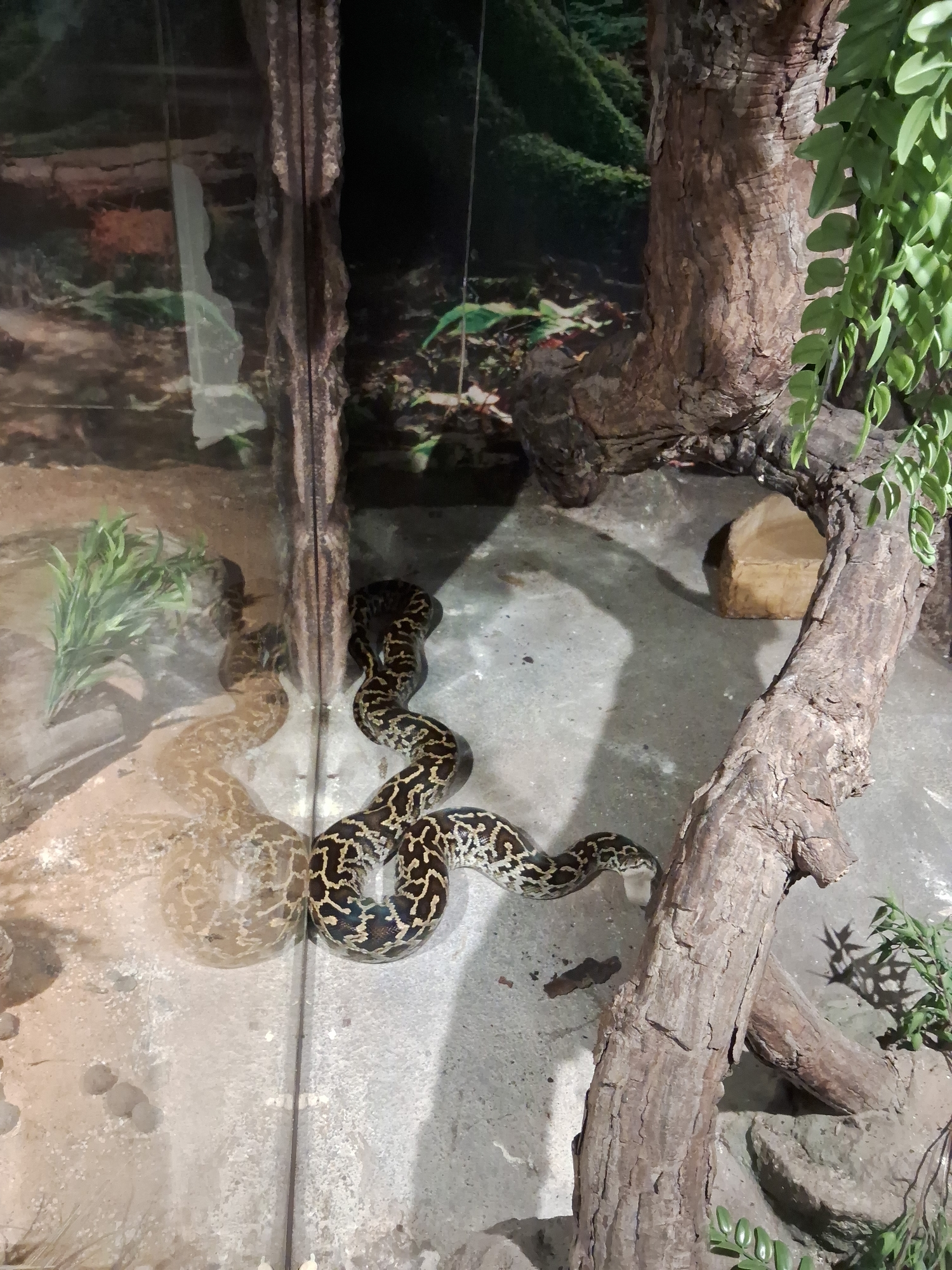
Python bivittatus em cativeiro em um zoológico brasileiro

## Características
Uma píton birmanesa mede cerca de 3,5 m de comprimento mas alguns indivíduos chegam até os 5 m. Pesam entre 80 kg e 100 kg. Essas cobras possuem uma coloração marrom mas alguns indivíduos possuem uma coloração amarelada esbranquiçada, esses indivíduos são raríssimos e geralmente só costumam nascer em cativeiro. As píton birmanesas são a terceira maior cobra do mundo perdendo apenas para a píton reticulada e para a sucuri.  Ao contrário das sucuris, as pítons birmanesas são mais leves e possuem um corpo mais fino. Uma única fêmea de píton birmanesa chega a colocar cerca de 80 ovos na natureza.
Como mencionamos acima, as cobras python birmanesas são uma das maiores cobras que podem ser mantidas como animais de estimação. Devido ao seu grande tamanho, eles precisam de um gabinete grande. Para jovens pítons birmaneses albinos, é necessário um recinto de pelo menos 6 pés de comprimento, 3 pés de largura e 3 pés de altura (1,8 × 0,9 × 0,9 metros). Quando crescerem, precisarão de um espaço maior. Uma cobra python birmanesa albina adulta requer cerca de 12 pés de comprimento, 6 pés de largura e 6 pés de altura (3,6 × 1,8 × 1,8 metros) ou um recinto ainda maior.
Temperatura e Umidade: Manter uma boa temperatura dentro do recinto é muito importante para sua saúde. Para a boa saúde do albino birmanês, o lado quente deve estar em torno de 88-92°F (31-33°C), enquanto o lado frio deve estar em torno de 75-80°F (24-27°C). Além disso, use uma lâmpada de aquecimento ou almofada térmica para fornecer calor. E os níveis de umidade devem ser mantidos entre 50-60%.